# Ceresini

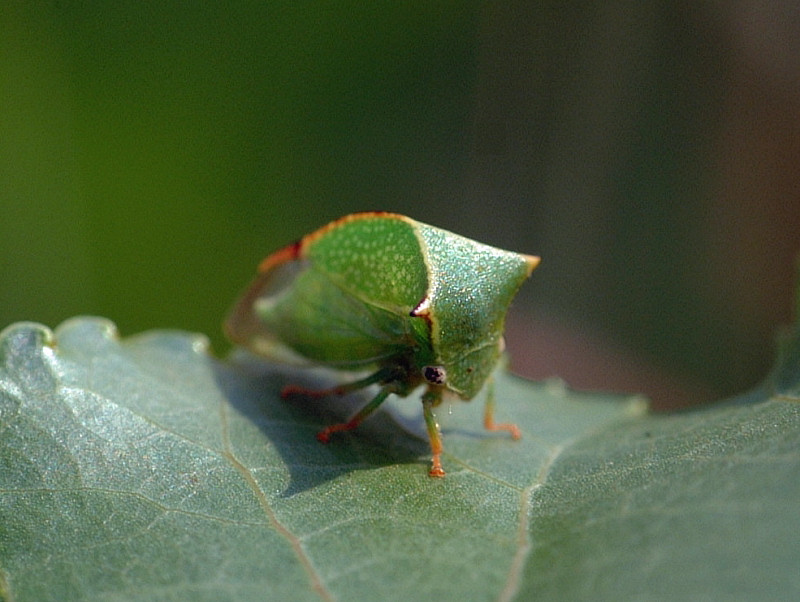
Stictocephala bisonia

Ceresini (лат.) — триба равнокрылых насекомых из семейства горбаток (Membracidae). Неотропика и Неарктика. Интродуцированы в Палеарктику и страны Океании.

## Описание
Пронотум разнообразной формы, простой, вздутый, с шипами (у части представителей имеются плечевые рога), выступает назад и нависает над скутеллюмом, но не покрывает передние крылья. Часть представителей обладают крупными выростами и шипами необычной формы на груди (Cyphonia clavata, Eucyphonia bifurcata, Poppea concinna, Proxolonia fonseca). Передние крылья с соединёнными базально жилками R и M и сильно расходящимися у середины крыла; жилка R 2+3 развита как отчётливая ветвь жилки R. Задние крылья без поперечной жилки r-m, но с жилками R4+5 и M1+2, идущими рядом, но расходящимися около вершины; развита маргинальная жилка R2+3. В передних крыльях жилка r-m отсутствует. Голени простые. Тазики и вертлуги задних ног невооружённые. Голени задней пары ног с 3 продольными рядами капюшоновидных сет
.

## Систематика
Около 20 родов
- Amblyophallus Kopp and Yonke, 1979
- Anisostylus Caldwell, 1949
- Antonae Stål, 1867
- Ceresa Amyot and Serville, 1843[4]
- Clepsydrius  Fowler, 1895
- Cyphonia  Laporte, 1832[5][6]
- Eucyphonia  Sakakibara, 1968
- Hadrophallus  Kopp and Yonke, 1979
- Ilithucia  Stål, 1867
- Melusinella  Metcalf, 1965
- Paraceresa  Kopp and Yonke, 1979
- Parantonae  Fowler, 1895
- Poppea  Stål, 1867
- Proxolonia  Sakakibara, 1969
- Spissistilus  Caldwell, 1949
- Stictocephala  Stål, 1869
- Stictolobus  Metcalf, 1916
- Tapinolobus  Sakakibara, 1969
- Tortistilus  Caldwell, 1949
- Trichaetipyga Caldwell, 1949
- Vestistiloides Andrade, 2003
- Vestistilus Caldwell, 1949